# Östra Toften
Östra Toften är en sjö i Laxå kommun i Västergötland och ingår i Motala ströms huvudavrinningsområde.